# Crossandrella cristalensis
Crossandrella cristalensis är en akantusväxtart som beskrevs av Champl. och Senterre. Crossandrella cristalensis ingår i släktet Crossandrella och familjen akantusväxter. Inga underarter finns listade i Catalogue of Life.